# 松井桂三 (デザイナー)
松井 桂三（まつい けいぞう、1946年9月 - ）は、広島県広島市出身、兵庫県在住のアートディレクター、グラフィックデザイナー。大阪芸術大学短期大学部・デザイン美術学科教授。松井桂三有限会社主宰。様々な企業・ブランドのアートディレクションを手がけている。
広島県立広島国泰寺高等学校、大阪芸術大学デザイン学科を中退後、髙島屋宣伝部に入り広告デザインを多数手がける。独立後、Apple Computerデザインコンサルタント、政府広報のシンボルマーク、関西国際空港株式会社のシンボルマークなどを手がける。また、ヒロココシノのブランディングのアートディレクションほか、多岐にわたり上質なデザイン・ブランディングを手がける。
世界各国のデザインコンペティションで多数の賞を受賞し、世界各国のデザインコンペティションで国際審査員を務める。
東京アートディレクターズクラブ ［Tokyo ADC］、日本パッケージデザイン協会［JPDA］、国際グラフィック同盟（本部スイス）［AGI］、日本グラフィックデザイナー協会[JAGDA]の会員である。

## 賞歴
- 1981年 - 日米グラフィックデザイン展銀賞 [New York]
- 1982年 - アフリカ自然保護ポスターデザインコンテスト日本航空賞
- 1986年 - 東京アートディレクターズクラブ賞（東京ADC賞）
- 1987年 - PDC（パッケージデザインカウンシル）インターナショナルコンペティション 優秀賞 [New York]
- 1987年 - ニューヨーク・アートディレクターズクラブ銅賞（N.Y. ADC）2点
- 1988年 - ニューヨーク・アートディレクターズクラブ銅賞（N.Y. ADC）4点
- 1988年 - 東京アートディレクターズクラブ賞（東京ADC賞）
- 1988年 - 日本パッケージデザイン大賞、奨励賞
- 1990年 - PDC（パッケージデザインカウンシル）インターナショナルコンペティション 優秀賞 [New York]
- 1990年 - ニューヨーク・アートディレクターズクラブ銅賞（N.Y. ADC）
- 1990年 - サントリー奨励賞
- 1991年 - 第4回インターナショナル4ブロック環境ポスター展（ロシア現ウクライナ）1等賞
- 1991年 - 全国カレンダー展・通商産業省生活産業局長賞
- 1991年 - ニューヨーク・アートディレクターズクラブ銅賞（N.Y. ADC）2点
- 1991年 - PDC（パッケージデザインカウンシル）インターナショナルコンペティション 優秀賞 [New York]
- 1991年 - 日本パッケージデザイン大賞、奨励賞
- 1992年 - 第15回ブルーノ・グラフィック国際ビエンナーレ（チェコ）イコグラダ最高賞
- 1992年 - ニューヨーク・アートディレクターズクラブ銅賞（N.Y. ADC）
- 1992年 - 全国カレンダー展・ 印刷時報社賞
- 1993年 - ニューヨーク・アートディレクターズクラブ銅賞（N.Y. ADC）2点
- 1993年 - 全国カタログポスター展・通産大臣賞
- 1993年 - 全国カレンダー展・日本印刷産業会会長賞
- 1994年 - ニューヨーク・アートディレクターズクラブ銀賞（N.Y. ADC）
- 1995年 - 全国カタログポスター展・文部大臣賞
- 1996年 - 東京アートディレクターズクラブ賞（東京ADC賞）
- 1996年 - ニューヨークアートディレクターズクラブ 銀賞（N.Y. ADC）
- 1996年 - ニューヨークアートディレクターズクラブ 銅賞（N.Y. ADC）
- 1996年 - シュットガルト国際カレンダー展（ドイツ）金賞
- 1996年 - シュットガルト国際カレンダー展（ドイツ）銀賞
- 1996年 - ゴールデン・ビー国際グラフィックビエンナーレ（モスクワ）ゴールデン・ビー賞
- 1996年 - 全国カレンダー展・審査員会奨励賞
- 1996年 - 全国カレンダー展・部門特別賞
- 1997年 - 日本パッケージデザイン大賞、金賞
- 1997年 - 全国カレンダー展・審査員会奨励賞
- 1997年 - 全国カレンダー展・日本貿易振興会賞
- 1997年 - 日本タイポグラフィ協会ベストワーク賞
- 1998年 - 全国カレンダー展・日本印刷新聞社賞
- 1998年 - 全国カレンダー展・部門特別賞
- 1999年 - 全国カレンダー展・部門特別賞
- 2000年 - 第11回CSデザイン銅賞（サインデザイン賞）
- 2000年 - 全国カレンダー展・通商産業省生活産業局長賞
- 2000年 - ニューヨークアートディレクターズクラブ 銅賞（N.Y. ADC）
- 2001年 - 全国カレンダー展・日本印刷産業連合会会長賞
- 2002年 - 第11回CSデザイン賞グランプリ（サインデザイン賞）
- 2002年 - 全国カレンダー展・日本製紙連合会賞
- 2002年 - 全国カレンダー展・日本印刷産業会会長賞
- 2003年 - 全国カレンダー展・日本印刷産業連合会会長賞
- 2003年 - 全国カレンダー展・日本製紙連合会賞
- 2004年 - 全国カレンダー展・日本印刷新聞社賞
- 2006年 - 全国カレンダー展・日本印刷産業連合会会長賞
- 2009年 - 全国カレンダー展　日本印刷新聞社賞
- 2009年 - シュットガルト国際カレンダー展（ドイツ）銅賞